# Friedel–Crafts-reakciók
Friedel–Crafts-reakciónak nevezzük azokat a szubsztitúciós, izomerizációs, eliminációs, polimerizációs illetve addíciós reakciókat, melyekre vízmentes közegben Lewis- és Brönsted-savak egyaránt katalizáló hatást fejtenek ki.
Charles Friedel és James Crafts 1877-ben (egymástól függetlenül) megfigyelte, hogy az amil-klorid alumínium hatására decil-kloriddá kondenzálódik. Vizsgálataikat tovább folytatva kiderült, hogy a reakciót valójában a vízmentes alumínium-klorid indítja. Kutatásaikat folytatva kimutatták, hogy az alumínium-klorid rendkívül hatásos katalizátor acilezésben, alkilezésben és dezalkilezésben. Továbbá megállapították, hogy az alumínium-klorid mellett egyéb Lewis-savak (pl. ZnCl2), valamint a Brönsted savak (pl. kénsav) is katalizáló hatásúak. Később számos reakcióban kerültek előtérbe a Friedel–Crafts-katalizátorok.
A Friedel–Crafts-katalizátorok által aktivált reakciók olyan nagy számban fordulnak elő, hogy az már tárgyalhatatlan egy témakörben. Ezért szűkebb értelemben Friedel–Crafts-reakcióként annak két leggyakoribb típusát (Friedel–Crafts-acilezés ill. -alkilezés) tárgyalják.

## Friedel–Crafts-alkilezés
Friedel–Crafts-alkilezésnek azokat a reakciókat nevezzük, melyben egy aromás gyűrű egy vagy több hidrogénatomját vagy más helyettesítő csoportját Friedel–Crafts-katalizátor jelenlétében alkilcsoportra cseréljük.
Erre példa a benzol metilezése metil-kloriddal:
A reakció mechanizmusa (SE) :

## Friedel-Crafts-acilezés
A reakciók másik fő típusát a Friedel–Crafts típusú acilezési reakciók alkotják
Friedel-Crafts-acilezés során az aromás gyűrűbe Friedel–Crafts-katalizátor jelenlétében acilcsoportot viszünk be vagy egy meglévőt cserélünk ki. Attól függően, hogy milyen acilcsoportot viszünk be a szerves molekulába, aldehidek vagy ketonok képződnek termékként. Ha az acilezés során formilcsoport bevitele történik (formilezés), aldehidhez jutunk. Erre példa a benzaldehid előállítása (formilezés, Gattermann–Koch-szintézis). A reakció szobahőmérsékleten véghezvihető réz(I)-kloriddal aktivált vízmentes alumínium-klorid katalizátor segítségével.
Formil helyett egyéb más acilcsoportot is bevihető a molekulába, ekkor ketonok keletkeznek.
Például benzolból és ecetsavanhidridből acetofenon állítható elő:
A reakció mechanizmusa (SE) :

## Friedel-Crafts-katalizátorok
1. Proton (Brönsted) savak: ezek egyben a reakcióközeget is jelentik. Nemcsak katalizátor, hanem egyben oldószer is. Megfelelő katalizáló hatással csak az erős elektrolit bír. A leggyakrabban alkalmazott protonáló savkatalizátor a kénsav és a folysav.
2. Lewis savak: Ezek általában fém-alkilek illetve fém-halogenidek. Leggyakrabban az AlCl3-ot és az AlBr3-ot használják, ezért ezeket Friedel–Crafts-katalizátornak is nevezik. Hasonló, gyakorlati szempontból jelentős (bár kevésbé aktív) katalizátor a bór-trifluorid, az ón-tetraklorid, a cink-klorid és a bórsav vízmentes állapotban.

## Katalizátor mennyisége
Friedel–Crafts-reakció lejátszódásakor a keletkező melléktermék (például víz, ecetsav) katalizátorméregként viselkedik. Acilezésnél a képződött keton nemkötő elektronpárja komplexet képez az alumínium-kloriddal, így annak katalizáló hatása megszűnik. A komplex később sav hozzáadásával leválasztható. Ezért a folyamat lejátszatásakor a katalizátorból legalább sztöchiometrikus mennyiséget kell alkalmazni.

## Termékek homogenitása
Alkilezés során minden esetben összetett termék keletkezik. Ebben nagy mennyiségben találhatóak többszörösen szubsztituált származékok is. Továbbá a lejátszódó reakció mindig egyensúlyra vezet, ezért a termékelegyben számottevő mennyiségben a kiindulási anyagok is megtalálhatóak.
Ezzel szemben Friedel–Crafts acilezésnél összetett terméktől illetve többszörösen helyettesített származék képződésétől nem kell tartani.